# Люксембург на зимних Олимпийских играх 2014
Люксембург принимал участие в зимних Олимпийских играх 2014 года, которые проходили в Сочи с 7 по 23 февраля. Команда была представлена лишь одним лыжником, который выступил в одной гонке (изначально Петерс собирался выступить и на дистанции 15 км, но из-за недомогания не вышел на старт).

## Лыжные гонки
Спринтерские виды
| Спортсмен   | Дисциплина | Квалификация | Квалификация | Четвертьфинал | Четвертьфинал | Полуфинал | Полуфинал | Финал | Финал |
| Спортсмен   | Дисциплина | Время        | Место        | Время         | Место         | Время     | Место     | Время | Место |
| ----------- | ---------- | ------------ | ------------ | ------------- | ------------- | --------- | --------- | ----- | ----- |
| Кари Петерс | Спринт     | 4:21,12      | 79           | Не прошла     | Не прошла     | Не прошла | Не прошла |       | 79    |